# Bībī Ḩayāt
Bībī Ḩayāt (persiska: بی بی حیات) är en ort i Iran.   Den ligger i provinsen Kerman, i den centrala delen av landet, 800 km sydost om huvudstaden Teheran. Bībī Ḩayāt ligger 2 165 meter över havet och antalet invånare är 228.
Terrängen runt Bībī Ḩayāt är huvudsakligen kuperad, men åt sydost är den platt.Runt Bībī Ḩayāt är det ganska glesbefolkat, med 42 invånare per kvadratkilometer. Närmaste större samhälle är Khenāmān, 14,9 km väster om Bībī Ḩayāt. Omgivningarna runt Bībī Ḩayāt är i huvudsak ett öppet busklandskap.